# 鈴木渉
鈴木 渉（すずき わたる、1980年2月23日 - ）は、日本のベーシスト。

## 人物
東京生まれ。現在は横浜在住。左利き（ベースは右利き）小さい頃は野球少年だった。鼻炎もち。声が高い。年齢よりも若く見える。手相を見ることが得意で、これまでに2000人以上の手相を見ている。数多くのミュージシャンのサポートをする傍ら、2011年、屋敷豪太(Dr)、竹内朋康(G)とのギタートリオ『Fiasco 3』、また椎名純平率いる『Dezille Brothers』などに参加、ベースマガジン（リットーミュージック）紙上での連載や執筆、自身のエフェクターブランド『WAXX』をプロデュースするなど、演奏外での活動も多岐にわたっている。

## 略歴
- 1980年、東京都港区で生まれる。幼少期は白金で育つ。
- 1986年、港区立三光小学校入学。小学生時代に野球にのめり込む。
- 1995年、高校入学。吹奏楽部の顧問がジャズベーシストであることからコントラバス、エレクトリックベースを手にする。
- 1998年、大学入学。国際派の祖父の影響を受け、国際関係学を専攻。アメリカ西海岸の大学に一時編入。
- 2002年、就職活動中に思い立ち音楽で生きていくことを決意。土屋礼央率いる「ズボンドズボン」に加入。
- 2004年、2002年に横浜で結成された「urb」（アーブ）が、ミニアルバム『urb』でデビュー。ソニー・ジャズから4枚のアルバムをリリース、外資系レコード店ジャズチャートなどで軒並み1位を記録、2004年タイのジャズフェスにアル・ジャロウ、ザ・クルセイダーズ、デイヴィッド・サンボーン、渡辺貞夫らとともに出演。
- 2005年、「ズボンドズボン」を脱退。2006年、「urb」を脱退。
- 2008年、椎名純平を中心に結成された「椎名純平 & The Soul Force」に、竹内朋康（G）、白根佳尚（Dr）とともに参加。
  - 米倉利紀（here I amツアー）KREVA（MTV UNPLUGGED，COUNTDOWN JAPAN0809）中川晃教（SKINツアー）AYUSE KOZUE（ライブ、レコーディング）大黒摩季（ライブ）JUJU（ライブ）椎名純平&The Soul Force（ライブ）小沼ようすけ（ライブ）さかいゆう（ライブ、レコーディング）ベースマガジン（特集音源制作、執筆）
- 2009年
  - 堂本剛（イベント、TV収録、レコーディング）ENDLICHERI☆ENDLICHERI（cheri4uツアー）スガシカオ（TV収録）米倉利紀（sensitive sourcesツアー）NITRO MICROPHONE UNDERGROUND（NITROCAMPツアー、レコーディング）May'n（may'n actツアー、LOVE&JOYツアー）さかいゆう（ライブ、レコーディング）北山陽一（ライブ）椎名純平&The Soul Force（ライブ）小沼ようすけ（ライブ）ベースマガジン（特集音源制作、執筆）
- 2010年
  - 清水翔太（Journeyツアー、学園祭ツアー、イベント）ENDLICHERI☆ENDLICHERI（CHERI Eツアー）ナオト・インティライミ（レコーディング、イベント、Shall we トラベる⁇ツアー、日本武道館公演）、May'n（Phonic Nation Side-Bツアー、武道館公演）椎名純平&The SoulForce（ライブ、レコーディング）渡watary（ライブ）石井竜也（レコーディング）さかいゆう（レコーディング）下川みくに（レコーディング）北山陽一（ライブ）
- 2011年
  - 久保田利伸（Gold Skoolツアー、イベント、TV収録）清水翔太（COLORSツアー、学園祭ツアーイベント）ナオト・インティライミ（ADVENTUREツアー、イベント、レコーディング）TTRE（ライブ、レコーディング） May'n（日本武道館公演、イベント）Every Little Thing（レコーディング）森広隆（ライブ）さかいゆう（イベント）ベースマガジン（連載、執筆）
- 2012年
  - 久保田利伸（Party Ain't A Partyツアー）清水翔太（Naturallyツアー、学園祭ツアー、イベント、編曲、レコーディング）　ナオト・インティライミ（風歌キャラバンツアー、アリーナツアー、イベント、レコーディング）堂本剛（レコーディング）西野カナ（Love Voyage 〜a place of my heart〜）TTRE（ツアー、レコーディング）佐伯ユウスケ（ライブ、レコーディング）阿部真央（レコーディング）高橋優（レコーディング)May'n（ライブ）ベースマガジン（執筆）
- 2013年
  - 清水翔太（Melodyツアー、学園祭ツアー、編曲、レコーディング、イベント）ナオト・インティライミ（Nice Catch The Moment!ツアー、アリーナツアー、レコーディング、イベント）堂本剛（平安神宮3dayライブ、レコーディング、TV）東方神起（a-nation公演）スガシカオ（イベント）若旦那（馬鹿な〜ツアー、イベント）May'n（LIVE!CAVE!DIVE!ツアー）May J.、阿部真央、高橋優、倖田來未、GOLD RUSH（以上レコーディング）ベースマガジン（執筆）
- 2014年
  - 東方神起（Treeツアー）清水翔太（ENCOREツアー、レコーディング、イベント）ナオト・インティライミ（イベント、レコーディング）堂本剛、クリス・ハート、柴咲コウ（以上レコーディング）三代目 J Soul Brothers from EXILE TRIBE、石井竜也（以上TV）若旦那（イベント）他。

## ディスコグラフィー

### 参加作品
ここ数年の参加作は現在編集中
- 45

1. 『Hello,Friends』(2008/2/6)【参加楽曲】M7:TOKYO JAZZ FREAK / M10:CAN YOU SAY YES? feat.Marcellus Nealy

- urb

1. 『urb』(2004/2/18) -1st mini album
2. 『bru』(2004/7/22) -2nd mini album
3. 『afterdark』(2005/1/19) -1st full album
4. 『urb+bru』(2005/6/22) -sprit album

- ズボンドズボン

1. 『ローライズ』(2003/9/1)
2. 『ロングスカート』(2004/12/1)
3. 『扉』(2005/10/12) 【参加楽曲】M10:迷わせる
4. 『JOY』(2007/5/16) 【DVD内PV参加】陽 / バランス

- 伊沢麻未

1. 『雪のかけら』(2007/11/14)※mora win配信

- 玉手ゆういち

1. 『歌と星空』(2007/12/5) 【参加楽曲】M2:届かない
2. 『空冬』(2006/12/13)【参加楽曲】M1:フェイバリットソング / M2:JazzFuzz / M3:とりあえずあなたを / M4:いつかの冬に降った雨 / M5:ベビーカーから見た空

- CHARA

1. 『世界』(2006.9.13) 【参加楽曲】M3:あなた

- SWING-O

1. 『ASOBI SEX SOUL TOKYO』(2006/10/4) 【参加楽曲】M3:Temporary Lover feat.Hanah

- 菊地威

1. 『街』(2006/11/11) 【参加楽曲】M3:MACULA

- Sowelu

1. 『Heads Or Tails?』(2005/7/20) 【参加楽曲】Ｍ8:Play That Funky Music feat. urb

- オオゼキタク(TAKU)

1. 『夜明けのスピード』(2004/8/25) 【参加楽曲】M2:ニューデイ!
2. 『群青グラフィティ』(2004/10/20) 【参加楽曲】M3:LOVER LOVER

- karasound

1. 『惑星間電話回線』(2004/10/28)【参加楽曲】M1:man-satellite / M2: karasound / M4:plant / M5:e-transport / M7:early morning

- 熊谷和徳

1. 『TAP THE MUSIC』(2004/12/1) 【参加楽曲】Disc2-M4:urb/LUCY IN THE SKY WITH DIAMONDS

- SINSKE

1. 『Self Exposure』(2005/2/23) 【参加楽曲】M11:I'll never change

- ナチュラル　ハイ

1. 『KEY』(2006/1/25)【参加楽曲】M1:Allegretto / M6:rag time,bad time / M7:金曜日の夜

- 妖怪プロジェクト

1. 『荒野の七人みさき』(2008/7/2) 【参加楽曲】M1:荒野の七人みさき
2. 『かっぱのたからもの』(2008/7/23)【参加楽曲】M2:思い出の件ちゃん/木原浩勝とドナドナ合唱団 / M4:犬神わんわん / M6:荒野の七人みさき /M7:かっぱのカウボーイ /M9:骨にならずにいられない

- Mizrock

1. 『ペッパー警部』(2008/7/2) 【DVD内PV参加】ペッパー警部

- 米倉利紀

1. 『toshinoriyonekura.com presents gotta crush on..... volume. seven -here i am- 2008 』(2008/7/5)

- FREEASY BEATS

1. 『FUNTASTIC BEACH』(2008/9/3) 【参加楽曲】M5:UNTOUCHABLE

### コンピレーション参加
1. 『BOSSA BACHARACH』(2003/4/27) 【参加楽曲】M6:What the world needs now is love
2. 『Smooth Jazz On A Summer's Holiday』(2004/7/7) 【参加楽曲】M13:Not Bad
3. 『Blue Breath Jazzy Driving Make The Style Vol.3』(2005/1/19) 【参加楽曲】(M2:Changes / M15:Purple Rain)
4. 『We Love Dance Classics vol.1』(2005/3/24) 【参加楽曲】M5:Sowelu feat.urb/Play That Funky Music
5. 『More Smooth Jazz On A Summer's Holiday』(2005/7/6) 【参加楽曲】M13:APERITIF
6. 『須永辰緒の夜ジャズ～Jazz Allnighters～』(2005/8/24) 【参加楽曲】M2:Half
7. 『Blue Breath 2』(2006/3/24) 【参加楽曲】M5:Half
8. 『Ronaldinho-Respect to Ronaldinho-』(2007/7/25) 【参加楽曲】M4:ビバ！トリコ ナオト・インティライミ

## アーティスト・サポート活動
多数のアーティストのサポート活動を行ってきている。
- 東方神起
- 久保田利伸
- 清水翔太
- ナオト・インティライミ
- 堂本剛・ENDLICHERI☆ENDLICHERI
- スガシカオ
- 阿部真央
- 高橋優
- 西野カナ
- Every Little Thing
- 倖田來未
- May J.
- クリス・ハート
- 柴咲コウ
- 石井竜也
- 三代目 J Soul Brothers from EXILE TRIBE
- つばきファクトリー
- 森広隆
- May'n
- NITRO MICROPHONE UNDERGROUND
- KREVA
- さかいゆう
- Chara
- JUJU
- Sowelu
- 椎名純平
- 米倉利紀
- AYUSE KOZUE
- m.c.A・T
- 大黒摩季
- 玉手ゆういち
- KOHEI JAPAN
- Simon
- noon
- Freeasy Beats
- Mizrock
- Swing-O
- 金子マリ
- 井手麻理子
- Keyco
- hanah
- 木村大
- アンドリュー・ヨーク
- オオゼキタク
- コーヒーカラー
- SINSKE
- クリヤマコト
- 青木カレン
- TOKU
- 小沼ようすけ
- 高田みち子
- 熊谷和徳
- SUJITAP
- Kim BIANCA
- 竹本健一
- kimmy☆
- Soul Tribe Connection
- EmiLy
- Soul Betting Ground
- 來々
- 菊地威
- Choji
- HAREM
- LIZZ
- 福本圭
- 菅井協太
- Isoceres
- 渡瀬あつ子

他、多数。